# Тебоск
Тебо́ск (фр. Taybosc) — коммуна во Франции, находится в регионе Юг — Пиренеи. Департамент — Жер. Входит в состав кантона Флёранс. Округ коммуны — Кондом.
Код INSEE коммуны — 32441.

## География

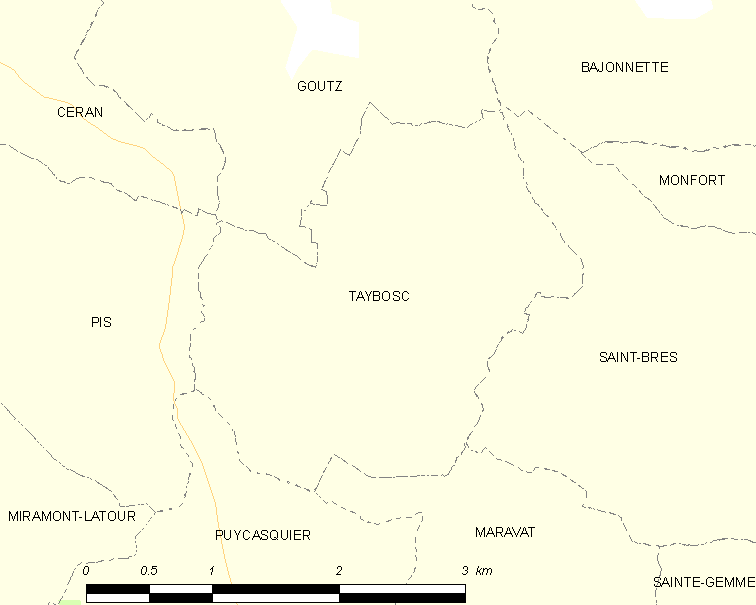
Карта коммуны

Коммуна расположена приблизительно в 580 км к югу от Парижа, в 65 км западнее Тулузы, в 20 км к северо-востоку от Оша.

## Климат
Климат умеренно-океанический. Лето жаркое и немного дождливое, температура часто превышает 35 °С. Зимой часто бывает отрицательная температура и ночные заморозки. Годовое количество осадков — 700—900 мм.

## Население
Население коммуны на 2010 год составляло 59 человек.
| 1962 | 1968 | 1975 | 1982 | 1990 | 1999 | 2010 |
| ---- | ---- | ---- | ---- | ---- | ---- | ---- |
| 69   | 66   | 62   | 59   | 64   | 56   | 59   |

## Администрация
| Период | Период | Фамилия          | Партия | Примечания |
| ------ | ------ | ---------------- | ------ | ---------- |
| 2001   | 2020   | Симон Сен-Мартен |        |            |

## Экономика
В 2010 году среди 34 человек трудоспособного возраста (15-64 лет) 22 были экономически активными, 12 — неактивными (показатель активности — 64,7 %, в 1999 году было 84,6 %). Из 22 активных жителей работали 20 человек (9 мужчин и 11 женщин), безработныхи было 2 (1 мужчина и 1 женщина). Среди 12 неактивных 1 человек был учеником или студентом, 11 — пенсионерами, 0 были неактивными по другим причинам.